# Коньчевиці (Поморське воєводство)
Коньчевиці (пол. Kończewice, нім. Kunzendorf) — село в Польщі, у гміні Мілорадз Мальборського повіту Поморського воєводства.
Населення — 811 осіб (2011).
У 1975-1998 роках село належало до Ельблонзького воєводства.

## Демографія
Демографічна структура станом на 31 березня 2011 року:
|          | Загалом | Допрацездатний вік | Працездатний вік | Постпрацездатний вік |
| -------- | ------- | ------------------ | ---------------- | -------------------- |
| Чоловіки | 405     | 99                 | 277              | 29                   |
| Жінки    | 406     | 103                | 228              | 75                   |
| Разом    | 811     | 202                | 505              | 104                  |